# Elvy Yost
Elvy Yost (* 23. Dezember 1987 in Los Angeles County, Kalifornien als Laura Vivian Yost) ist eine US-amerikanische Schauspielerin.

## Werdegang
Elvy Yost stammt aus Kalifornien und ist seit 2007 als Schauspielerin aktiv. Ihre erste Rolle hatte sie als Louise in einer Folge der Serie Cold Case – Kein Opfer ist je vergessen. Es folgten weitere Gastrollen in Serien wie The Office, Southland oder in der Mini-Serie Mildred Pierce. 2009 war sie als Irene in ihrer ersten Film-Nebenrolle in Bandslam – Get Ready to Rock! zu sehen.
2013 erschien das Filmdrama Oldboy. Weitere Filmrollen übernahm sie etwa 2017 in The List oder 2017 als Sabine in The Circle. Von 2016 bis 2017 verkörperte Yost als Sophie Novak eine Hauptrolle in der Serie The Catch.

## Filmografie (Auswahl)
- 2007: Cold Case – Kein Opfer ist je vergessen (Cold Case, Fernsehserie, Episode 5x09)
- 2008–2009: The Office (Fernsehserie, 2 Episoden)
- 2009: Bandslam – Get Ready to Rock! (Bandslam)
- 2010: Southland (Fernsehserie, Episode 2x04)
- 2011: Mildred Pierce (Mini-Serie, 3 Episoden)
- 2012: I Am Ben (Kurzfilm)
- 2013: Brightest Star
- 2013: Oldboy
- 2013: How to Speak Clearly (Kurzfilm)
- 2015: The Automatic Hate
- 2016: The List
- 2016–2017: The Catch (Fernsehserie, 20 Episoden)
- 2017: The Circle
- 2018: Eine nutzlose und dumme Geste (A Futile and Stupid Gesture)
- 2018: Alex & The List
- 2019: Flicker Free
- 2020: Mank
- 2021: Everyone Is Doing Great (Fernsehserie, 2 Episoden)
- 2021–2024: Resident Alien (Fernsehserie, 5 Episoden)